# ピカレスク 人間失格
『ピカレスク 人間失格』（ピカレスク にんげんしっかく）は、猪瀬直樹の著作『ピカレスク-太宰治伝-』（小学館）を原作として2002年7月27日に公開された日本映画である。配給はジーピー・ミュージアム、ドラゴン・フィルム。制作はグランプリ。

## 概要
キャッチフレーズは「死のうとする太宰ではなく生きようとする太宰を描いた」
昭和の文豪太宰治の生涯を描いている。「人間失格」と表題が付いているが太宰の著作である『人間失格』を映画化したわけではない。
太宰治の生涯を題材にしているため、本編は極めて暗い。河村演じる太宰の自殺のシーンから始まり、酒に溺れ、女に浸り、ラストは妻と愛人に死を告げて終わるというかなりハードな内容になっている。
「昭和のナルシスト」太宰治を「平成のナルシスト」河村隆一が演じるということで話題になった（goo映画より）。視聴者の評価は「河村隆一がはまり役であった」という高評価をする向きと、「演技力の未熟さ」や、映画の根本に横たわるテーマの暗さについての批判という向きに二極化した。また、原作者の猪瀬直樹も特別出演している。
2001年秋に富士五湖、鎌倉など太宰ゆかりの地でオールロケーションを敢行した。

## あらすじ
昭和23年、東京・玉川上水で男女の入水自殺が起こる。女は美容師の山口富美栄（とよた真帆）、男は作家の太宰治（河村隆一）であった。青森に生まれた太宰は、東京帝大在学中に作家・井伏鱒二（佐野史郎）と知り合い、文筆家の道を歩み始める。太宰には内縁の妻・初枝（さとう珠緒）がいたが、カフェの女中・なつみ（朱門みず穂）と恋に落ち心中事件を起こす。なつみは死に、太宰は命を取り留めた。これが、太宰治と女たちをめぐる波乱の運命の始まりであった。

## キャスト
- 太宰治：河村隆一
- 戸山初枝：さとう珠緒
- 大田静：緒川たまき
- 田辺なつみ：朱門みず穂
- 井伏鱒二：佐野史郎
- 西原（津島）佐知子：裕木奈江
- 山口富美栄：とよた真帆
- 檀一雄：岸田修治
- 山岸外史：天宮良
- 北川四郎：曽根英樹
- 木館善次郎：大浦龍宇一（特別出演）
- 津島文治：猪瀬直樹（特別出演）
- 筑摩書房社長：田口トモロヲ（特別出演）
- 佐藤春夫：大杉漣（特別出演）
- 山中聡
- 小島可奈子
- 鷲生功

## エピソード
- 監督の伊藤は以前から河村のコンサートを見に行くなど、河村に注目していた。太宰治の生涯を描く映画を撮る話が来たとき、誰か主演にピッタリな人間はいないものかと探しているうち、見に来ていた河村のライブで「歌を歌い始めると歌の世界に入っていく河村の姿が太宰に似ている」と感じ、オファーに至ったという。
- 主演の河村はオファーを受けた当初、「僕は芝居はできない。だから、太宰になりきるために太宰の話をたくさんしましょう！」と監督に言ったという。

## 備考
- 太宰治の周囲の女性は実在の人物をモデルにしているが、実際とは名前が変えられている。戸山初枝は小山初代、大田静は太田静子、田辺なつみは田部シメ子、西原（津島）佐知子は津島美知子、山口富美栄は山崎富栄をそれぞれモデルとしている。その他の男性出演者はほぼ実名であるが、木館善次郎は小館善四郎のもじりである。